# Giacomo Caliendo
Giacomo Caliendo (Saviano, 28 agosto 1942 – Milano, 30 marzo 2025) è stato un politico e magistrato italiano.
Senatore dal 2008 al 2022, è stato sottosegretario al Ministero della giustizia del governo Berlusconi IV.

## Biografia
Nato a Saviano (Napoli), nel 1961 viene nominato responsabile del movimento studenti dell'Azione Cattolica della Diocesi di Nola, fonda e dirige per circa tre anni, il giornale "l'Eco della Scuola". Si trasferisce a vivere a Milano dopo essersi laureato nel 1964 in giurisprudenza presso l'Università degli Studi di Napoli Federico II.

### Attività in magistratura
Dopo un breve periodo di servizio presso l'INPS come funzionario amministrativo, nel gennaio del 1971, svolto il tirocinio da uditore giudiziario presso il Tribunale di Napoli, viene assegnato al Tribunale di Milano, con funzione di giudice presso la sezione specializzata in materia di diritto delle persone e della famiglia. Contribuisce, in tale periodo, all'elaborazione di interpretazioni giurisprudenziali della nuova legge sul divorzio, che influenzeranno, a livello dottrinario e giurisprudenziale, la successiva applicazione della normativa. Svolge, negli anni successivi, anche funzioni presidenziali.
Nel 1983 è nominato Consigliere di Corte d'appello e nel 1987, con decreto del Ministro delle finanze, Presidente di sezione della Commissione Tributaria di primo grado di Milano. Nel 1989 è nominato Sostituto Procuratore Generale presso la Procura Generale di Milano.
Nel febbraio 2005 gli vengono conferite le funzioni Sostituto Procuratore Generale presso la Procura Generale delle Corte di Cassazione, funzione che svolge, in particolare, presso la prima sezione civile e la sezione tributaria.

### Attività associative
Sin dall'ingresso in magistratura, partecipa all'attività dell'Associazione Nazionale Magistrati ed è, negli anni 1978/1979, tra i fondatori della corrente “Unità per la Costituzione”. Nell'Associazione, nell'arco di pochi anni, ricopre tutte le cariche più importanti: nel 1983 è il primo fra gli eletti al Comitato Direttivo Centrale e, nello stesso anno, diviene Segretario Generale della corrente Unità per la Costituzione; nel gennaio 1985 è eletto componente della Giunta Nazionale; dopo le elezioni del 1987 del Comitato Direttivo Centrale, viene eletto Vice Presidente e, nel 1991, Presidente dell'ANM. Dal 2003 è presidente Nazionale dell'Associazione Magistrati Tributari.
È tra i fondatori dell'Associazione ”Vittorio Bachelet” e dell'Associazione per il giusto processo tributario; componente inoltre del Consiglio Direttivo del Centro per la Riforma del Diritto di Famiglia. È stato componente del Comitato scientifico dell'Associazione Lombarda per la lotta contro la droga (poi, Associazione Nazionale per la lotta contro la droga), nonché componente del comitato scientifico e fondatore della Comunità Valganna -T.C.I.- per il recupero dei tossicodipendenti.
Dall'aprile 2004 è tra i fondatori e presidente del Centro Studi Giuridici per l'integrazione Europea “Diritti e Libertà”. Si dimette dall'incarico nell'aprile 2008, con l'elezione al Senato.

#### Organi di autogoverno
Nell'ottobre 1976 viene eletto componente del Consiglio Superiore della Magistratura e resta in carica fino al mese di luglio 1981, ricoprendo anche l'incarico di presidente della terza commissione dal 1980.
Nel 1978 è chiamato a far parte della Commissione ministeriale per la riforma del processo civile, presieduta dal Prof. Liebman: lo schema elaborato verrà successivamente trasfuso nel disegno di legge delega approvato dal Consiglio dei Ministri l'8 maggio 1981.
Nel 1982 viene nominato, tramite decreto ministeriale, Presidente della Commissione per lo studio comparato dei problemi inerenti al sistema di reclutamento dei magistrati, con particolare riguardo agli Stati Europei e all'esperienza francese; nello stesso periodo partecipa anche alla Commissione per la riforma organica dell'Ordinamento Giudiziario, coordinando, in particolare, il gruppo di lavoro relativo al governo della magistratura.
Nell'ottobre del 1996 è eletto componente effettivo del primo Consiglio di Presidenza della Giustizia tributaria e, nel marzo 1999, Presidente del Consiglio di Presidenza della Giustizia Tributaria, restando in carica sino al mese di marzo 2003.

### Attività parlamentare
Eletto al Senato della Repubblica il 13 aprile 2008, dal 12 maggio 2008 è stato nominato Sottosegretario di Stato al Ministero della Giustizia, incarico che mantiene fino al 2011, per tutta la durata del governo Berlusconi IV. In tale ambito, con decreto ministeriale del 5 giugno 2008 è delegato per le materie di competenza del Dipartimento per gli affari di giustizia, relativamente alla Direzione generale della giustizia penale; del Dipartimento dell'organizzazione giudiziaria, del personale e dei servizi, relativamente alla Direzione generale del personale e della formazione, alla Direzione generale delle risorse materiali dei beni e dei servizi, alla Direzione generale dei Magistrati, alla Direzione generale per i sistemi informativi automatizzati; del Dipartimento dell'amministrazione penitenziaria, relativamente alla Direzione generale del personale e della formazione, alla Direzione generale dei detenuti e del trattamento, alla Direzione generale dell'esecuzione penale esterna. È altresì delegato per il compimento degli atti urgenti ed improcrastinabili relativamente a competenze delegabili per legge e non delegate in via ordinaria ai Sottosegretari di Stato, in caso di assenza o impedimento del Ministro e con informazione allo stesso.
Nel febbraio 2013 è rieletto al Senato nel PdL, e diviene vicepresidente della giunta per le elezioni. Il 16 novembre 2013, con la sospensione delle attività del Popolo della Libertà, aderisce a Forza Italia, della quale viene nominato probiviro.
Alle elezioni politiche del 2018 viene nuovamente eletto senatore, nelle liste di Forza Italia. Nel dicembre 2019 è tra i 64 firmatari (di cui 41 di Forza Italia) per il referendum confermativo sul taglio dei parlamentari: pochi mesi prima i senatori berlusconiani avevano disertato l'aula in occasione della votazione sulla riforma costituzionale.
Non è ricandidato alle elezioni politiche del 2022.

## Procedimenti giudiziari
Il 27 luglio 2010 la procura di Roma iscrive Caliendo nel registro degli indagati per presunta violazione della Legge Anselmi sulle società segrete: secondo le accuse avrebbe fatto parte ad un'associazione segreta (la cosiddetta P3) finalizzata al pilotaggio di appalti, sentenze e al dossieraggio e che avrebbe effettuato pressioni addirittura sulla Corte Costituzionale.
Il 3 agosto 2010 la Camera dei Deputati respinge (con 229 sì, 299 no e 75 astenuti) una mozione di sfiducia presentata dal Partito Democratico e l'Italia dei Valori contro Caliendo. Hanno votato a favore Partito Democratico, Italia dei Valori e i due deputati indipendenti Giuseppe Giulietti e Americo Porfidia; hanno votato contro Popolo della Libertà, Lega Nord Padania, Noi Sud e Lega Sud Ausonia; si astengono Unione di Centro, Futuro e Libertà per l'Italia, Alleanza per l'Italia, Movimento per le Autonomie, Partito Repubblicano Italiano, Liberal Democratici e Südtiroler Volkspartei. Il ministro Andrea Ronchi, il Viceministro Adolfo Urso e i sottosegretari Roberto Menia e Antonio Buonfiglio, sebbene iscritti a FLI, votano contro insieme agli altri membri del governo.
Una volta espletate le indagini, la Procura chiede l'archiviazione della posizione di Caliendo. Il 14 marzo 2012 il Giudice per le Indagini Preliminari del Tribunale di Roma archivia il caso e proscioglie Caliendo dalle accuse a lui rivolte.

## Accuse di omofobia
Il 15 luglio 2021, Il senatore Giacomo Caliendo durante le discussioni in senato sul DDL Zan, dichiara che "Questa legge è più grave del codice Rocco, il codice del fascismo". Ciò suscita l'indignazione da parte del mondo della politica e dei social, nei quali la sua dichiarazione diventa subito virale.